# Nootamaa

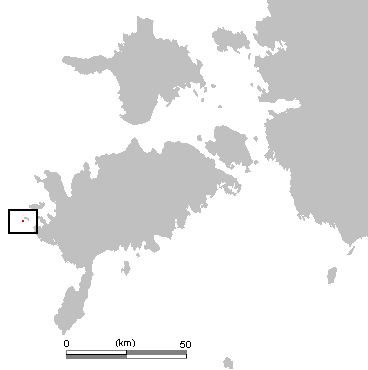
Localização de Nootamaa na Estónia.

Nootamaa é uma ilha báltica da Estônia. Pertence administrativamente ao município rural de Lümanda, no condado de Saare.
Nootamaa é o ponto extremo ocidental da Estônia. Tem 5,8 hectares e é desabitada, pois faz parte, juntamente com outras quarenta e uma ilhas e ilhotas, da área ecológica de proteção de aves marinhas do Parque nacional de Vilsandi.  